# Bồ nông chân xám
Bồ nông chân xám (danh pháp hai phần: Pelecanus philippensis) là một loài chim thuộc họ Pelecanidae. Loài này phân bố ở Nam Á từ nam Pakistan qua Ấn Độ đến Indonesia. Loài chim này sống tại các vùng nước trong lục địa và ven biển, nhất là các hồ lớn.
Bồ nông chân xám cũng có mặt tại Việt Nam.

## Mô tả

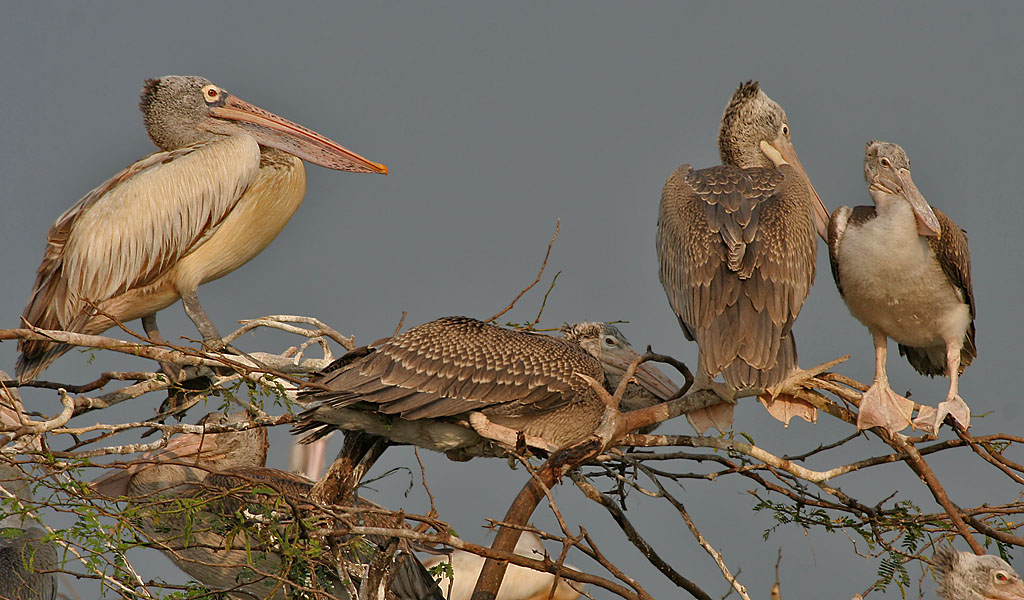
Chim trưởng thành và chim non trong tổ

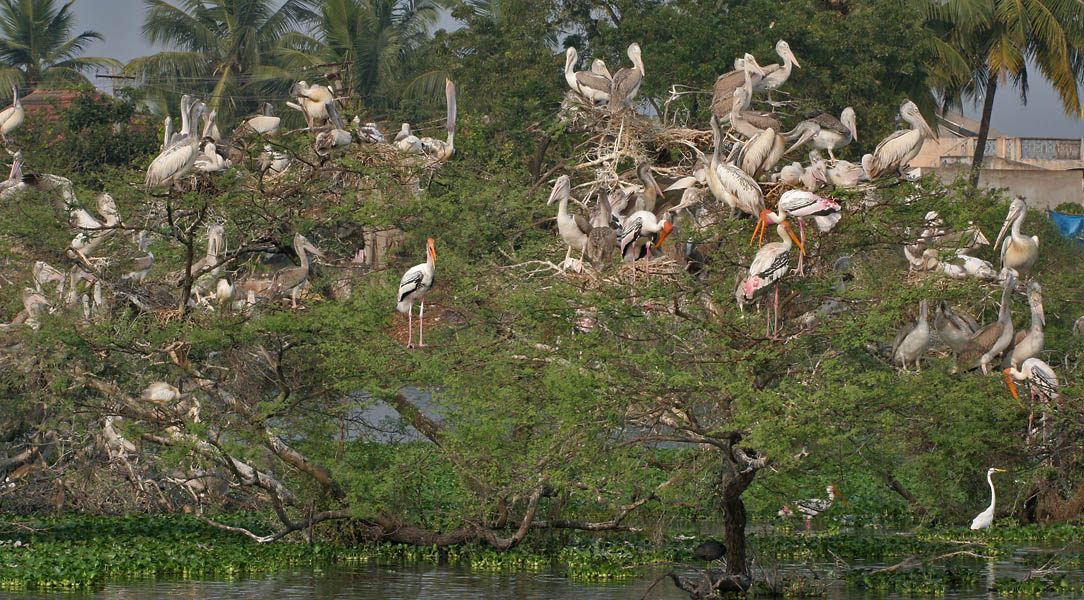
Nesting along with Painted Storks

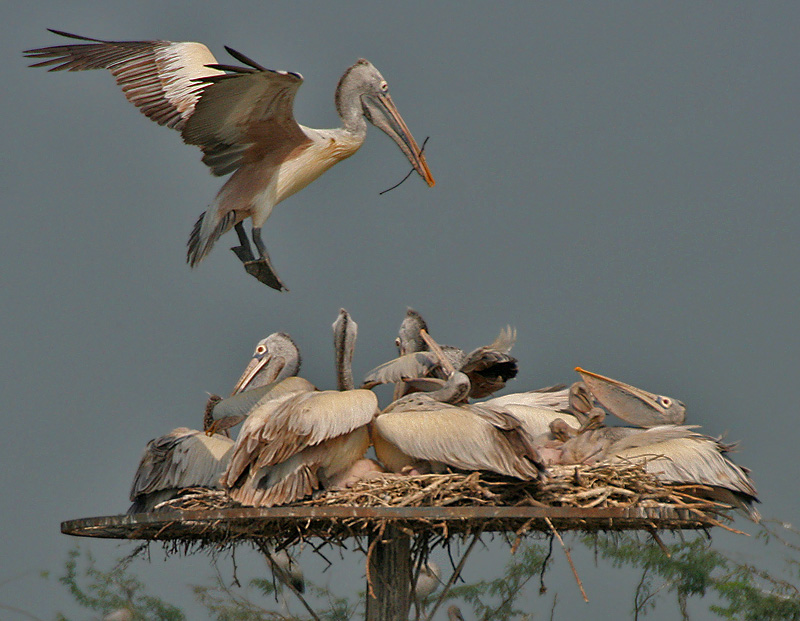
Một tổ bồ nông chân xám ở Uppalapadu, Andhra Pradesh, Ấn Độ

Bồ nông chân xám có kích thước tương đối nhỏ với các loài họ hàng, nhưng vẫn được coi là chim lớn. Loài này dài 125–152 cm và nặng 4,1–6 kg. Nó chủ yếu màu trắng, với ngực và cổ màu xám và đuôi màu nâu.

## Hình ảnh

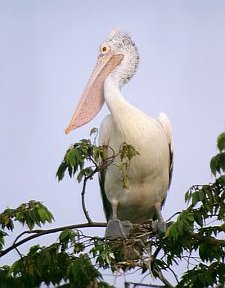
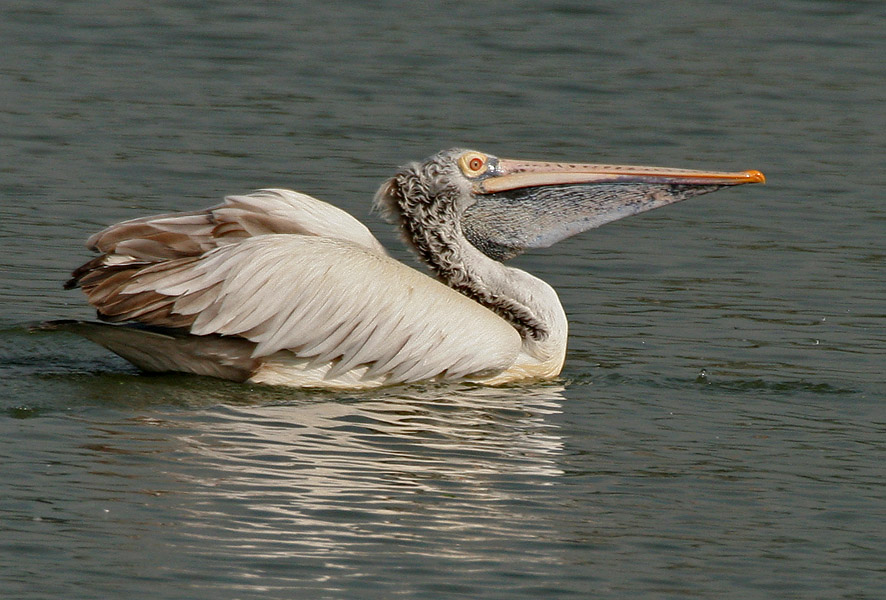
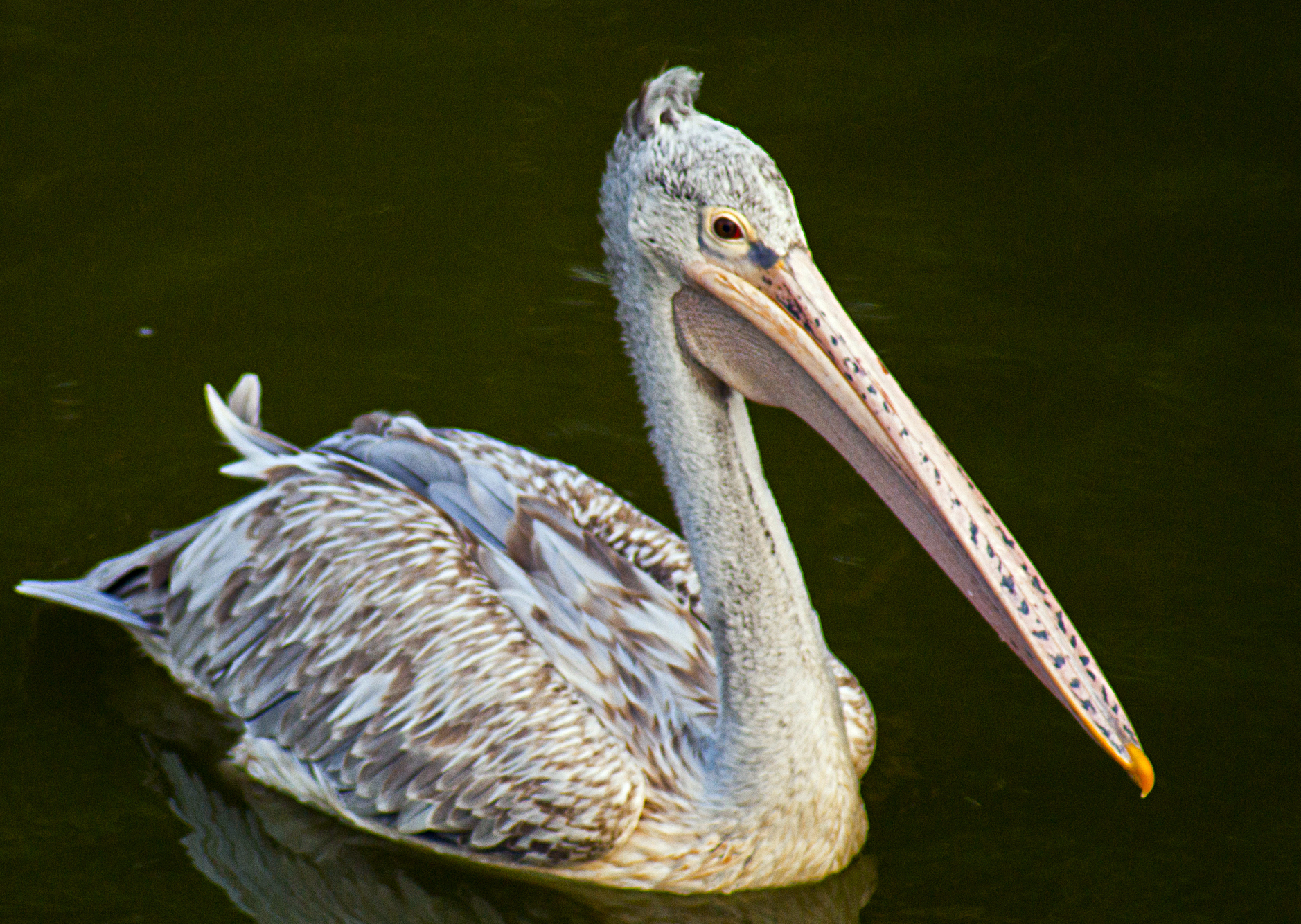
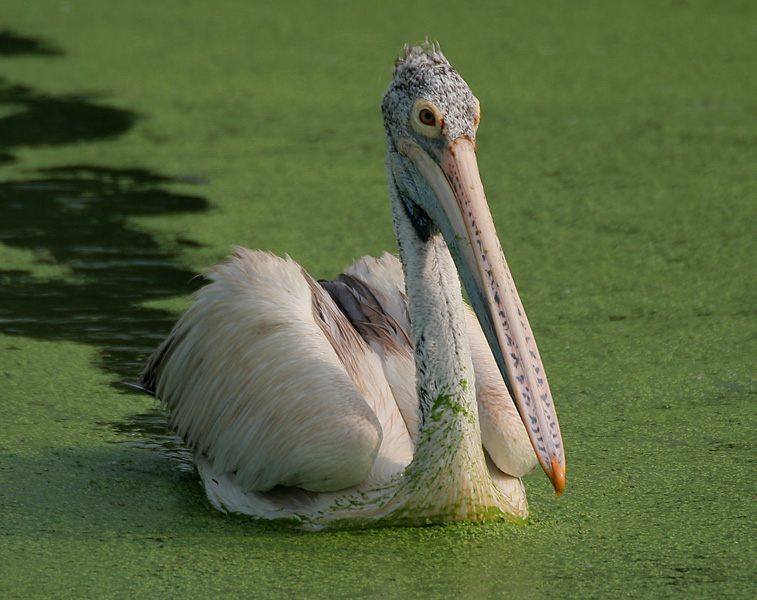
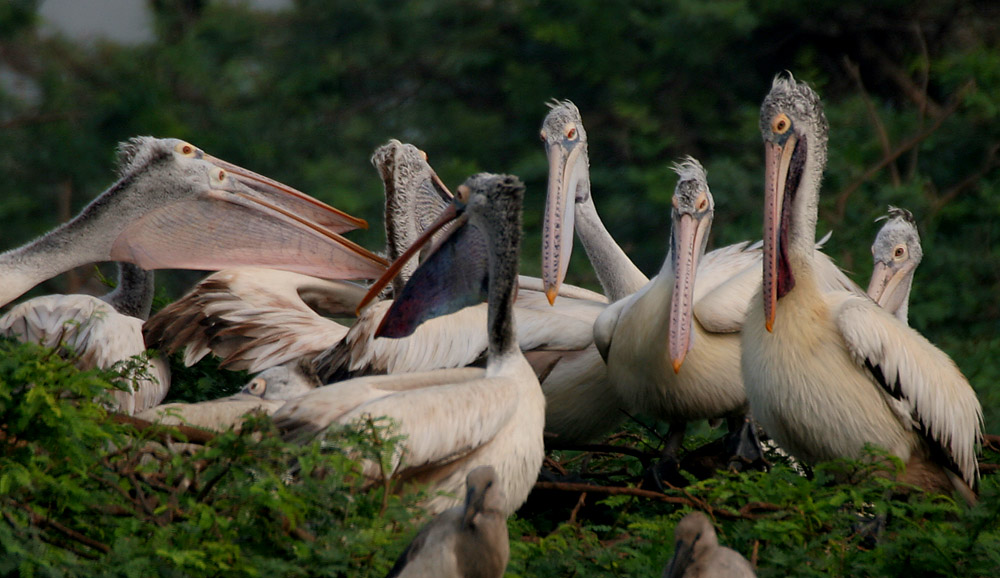
Theo đàn (Uppalapadu)